# Championnats du monde de cyclo-cross 1985
Navigation
Édition précédente Édition suivante
Les championnats du monde de cyclo-cross 1985 ont lieu les 16 et 17 février 1985 à Munich en Allemagne de l'Ouest. Trois épreuves masculines sont au programme.

## Podiums
| Épreuves | Or                 | Argent             | Bronze         |
| -------- | ------------------ | ------------------ | -------------- |
| Élites   | Klaus-Peter Thaler | Adrie van der Poel | Claude Michely |
| Amateurs | Mike Kluge         | Beat Schumacher    | Bruno D'Arsié  |
| Juniors  | Beat Wabel         | Jürgen Sprich      | Wim de Vos     |

## Résultats

### Classement des élites
| Pos. | Cycliste            | Pays                 | Temps           |
| ---- | ------------------- | -------------------- | --------------- |
|      | Klaus-Peter Thaler  | Allemagne de l'Ouest | 1 h 12 min 38 s |
|      | Adrie van der Poel  | Pays-Bas             | + 0:02          |
|      | Claude Michely      | Luxembourg           | + 0:04          |
| 4    | Rein Groenendaal    | Pays-Bas             | + 0:20          |
| 5    | Marcel Russenberger | Suisse               | + 0:24          |
| 6    | Henk Baars          | Pays-Bas             | + 1:28          |
| 7    | Martial Gayant      | France               | + 2:06          |
| 8    | Ottavio Paccagnella | Italie               | + 2:06          |
| 9    | Bernhard Woodtli    | Suisse               | + 2:07          |
| 10   | Roland Liboton      | Belgique             | + 2:24          |

### Classement des amateurs
| Pos. | Cycliste             | Pays               | Temps           |
| ---- | -------------------- | ------------------ | --------------- |
|      | Mike Kluge           | Allemagne de l'Est | 1 h 04 min 25 s |
|      | Beat Schumacher      | Suisse             | + 0:26          |
|      | Bruno D'Arsié        | Suisse             | + 0:40          |
| 4    | Petr Klouček         | Tchécoslovaquie    | + 0:44          |
| 5    | Frank van Bakel      | Pays-Bas           | + 0:55          |
| 6    | Peter Hric           | Tchécoslovaquie    | + 1:06          |
| 7    | Sandro Bono          | Italie             | + 1:08          |
| 8    | Grzegorz Jaroszewski | Pologne            | + 1:25          |
| 9    | Henrik Djernis       | Danemark           | + 1:39          |
| 10   | Martin Hendriks      | Pays-Bas           | + 1:50          |

### Classement des juniors
| Pos. | Cycliste         | Pays                 | Temps       |
| ---- | ---------------- | -------------------- | ----------- |
|      | Beat Wabel       | Suisse               | 57 min 30 s |
|      | Jürgen Sprich    | Allemagne de l'Ouest | + 0:18      |
|      | Wim de Vos       | Pays-Bas             | + 0:39      |
| 4    | Zdeněk Douša     | Tchécoslovaquie      | + 0:49      |
| 5    | Robert Bondaryk  | Pologne              | + 0:52      |
| 6    | Urs Güller       | Suisse               | + 1:06      |
| 7    | Kai-Uwe Richter  | Allemagne de l'Est   | + 1:08      |
| 8    | Martin Raufer    | Tchécoslovaquie      | + 1:25      |
| 9    | Marcel Gerritsen | Pays-Bas             | + 1:36      |
| 10   | Chris David      | Belgique             | + 1:39      |

## Tableau des médailles
| Rang | Nation               | Or | Argent | Bronze | Total |
| ---- | -------------------- | -- | ------ | ------ | ----- |
| 1    | Suisse               | 1  | 1      | 1      | 3     |
| 2    | Allemagne de l'Ouest | 1  | 1      | 0      | 2     |
| 3    | Allemagne de l'Est   | 1  | 0      | 0      | 1     |
| 4    | Pays-Bas             | 0  | 1      | 1      | 2     |
| 5    | Luxembourg           | 0  | 0      | 1      | 1     |